# Parhyale
Genre
Paryhale est un genre de crustacés de la famille des Hyalidae.

## Liste d'espèces
Selon BioLib (12 février 2018) :
- Parhyale aquilina (A. Costa, 1857)
- Parhyale eburnea Krapp-Schickel, 1974
- Parhyale plumicornis (Heller, 1866)
- Parhyale ptilocerus (Derzhavin, 1937)

Selon Catalogue of Life (12 février 2018) et ITIS (12 février 2018) :
- Parhyale fascigera Stebbing, 1897
- Parhyale hawaiensis (Dana, 1853)

Selon World Register of Marine Species (12 février 2018) :
- Parhyale aquilina (Costa, 1857)
- Parhyale basrensis Salman, 1986
- Parhyale darvishi Momtazi & Maghsoudlou, 2016
- Parhyale eburnea Krapp-Schickel, 1974
- Parhyale explorator Arresti, 1989
- Parhyale fascigera Stebbing, 1897
- Parhyale hachijoensis Hiwatari, 2002
- Parhyale hawaiensis (Dana, 1853)
- Parhyale inyacka (K.H. Barnard, 1916)
- Parhyale iwasai (Shoemaker, 1956)
- Parhyale micromanus Ren, 2012
- Parhyale multispinosa Stock, 1987
- Parhyale penicillata Shoemaker, 1956
- Parhyale philippinensis Hiwatari, 2002
- Parhyale piloi Myers, Trivedi, Gosavi, Vachhrajani, 2017
- Parhyale ptilocerus (Derzhavin, 1937)
- Parhyale taurica Grintsov, 2009